# Psedera hirsuta
Psedera hirsuta là một loài thực vật hai lá mầm trong họ Nho. Loài này được (Donn) Greene miêu tả khoa học đầu tiên.